# آرچیبالد سیس

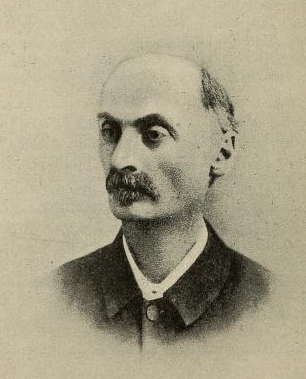

آرچیبالد هنری سیس(به انگلیسی: Archibald Henry Sayce)(زادهٔ ۲۵ سپتامبر ۱۸۴۵ - مرگ ۴ فوریه ۱۹۳۳) زبان‌شناس و آشورشناس پیشگام بریتانیایی بود. وی صاحب کرسی آشورشناسی دانشگاه آکسفورد میان سال‌های ۱۸۹۱ تا ۱۹۱۹ بود.

## زندگی
او در شایرهمتن بریستول زاده‌شد. او کودکی رنجور و گرفتار سل بود. در ده‌سالگی به خواندن هومر به زبان یونانی پرداخت. سپس در جوانی به کالج کوئین آکسفورد رفت. در ۱۸۷۴ رساله‌ای بلندبالا به نام ستاره‌بینی و ااخترشناسی در بابل را منتشر ساخت. این یکی از نخستین مقاله‌ها در پیرامون تاریخ اخترشناسی بود.
در ۱۸۷۹ پژوهش‌هایی در غرب آناتولی انجام‌داد و از پیوستگی فرهنگ باستانی این منطقه با آنِ یونان پرده برداشت. در ۱۸۷۶ از یکی از واژه‌نگارهای سنگ‌نوشته‌های حمات در سوریه رمزگشایی نمود. در سال‌های آینده باز هم به کار بر روی این سنگنوشته‌ها پرداخت. همچنین به همراه ویلیام رایت ویرانه‌های خاتوشا پایتخت هیتی‌ها در نزدیکی بغازکوی را شناسایی نمود.
سیس به این نتیجه رسید که خط هیتی‌ها رد اصل هجایی بوده و هر نماد مشخص‌کنندهٔ آوایی می‌باشد. وی همچنین دریافت که نام ایزدان کلید کشف این خط می‌باشد و با دانستن نام یکی از این ایزدان می‌توان به کشف آوای بقیهٔ خط رسید. او در آرزوی یافتن اثری دو زبانه همانند سنگ رشید بود. در ۱۸۸۰ او اثری را دید که در آن جنگجویی هیتی را در حالی نشان می‌داد که گرد او با خط میخی زبان هوری‌ها چیزی نوشته شده بود. او بر روی این اثر کار نمود ولی ۱۸۸۶ تنها توانسته بود هفت نشان آن را بازخوانی کند. سیس سرانجام به مصرشناسی گروید و تنها پس از این زمان بود که بایگانی‌های چندی در خاتوشا یافته‌شد.